# Caseriu

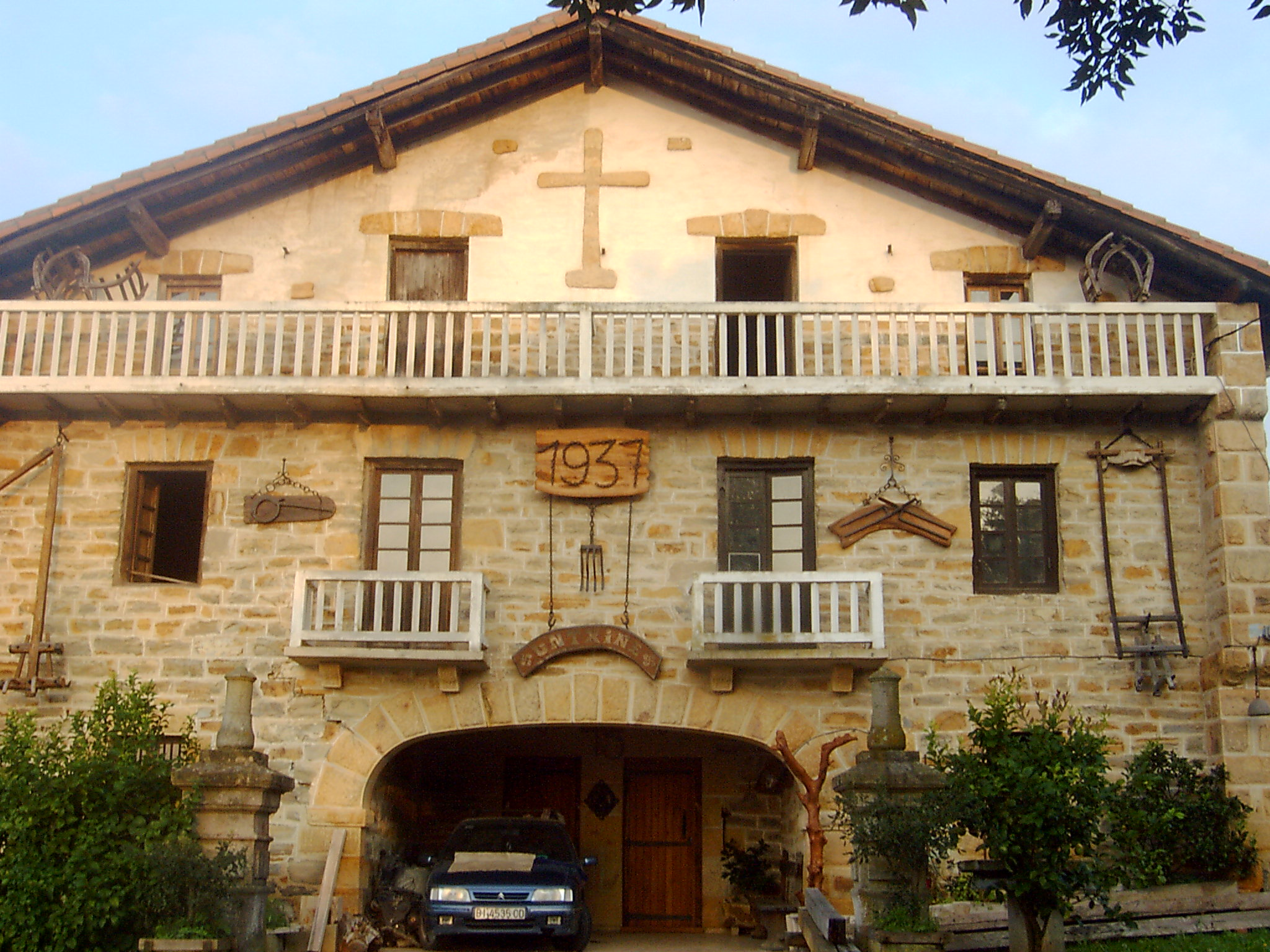
Façana d'un caseriu de la població d'Errigoiti, a Biscaia.

Un caseriu és una casa de construcció tradicional originària del nord de la península Ibèrica, principalment del País Basc, on s'anomena baserri, que en basc significa casa aïllada.
La seua construcció és en pedra i pot arribar als 15 metres d'alçària. Hi solien conviure tots els membres d'una família juntament amb el ramat i la collita recol·lectada.